# Lara Däuble
Lara Sandra Däuble (* 12. September 2006) ist eine deutsche Handballspielerin, die für den deutschen Bundesligisten Frisch Auf Göppingen aufläuft.

## Karriere

### Im Verein
Däuble begann das Handballspielen beim TGV Eintracht Abstatt 1842, einem Stammverein der SG Schozach-Bottwartal, für die sie später spielte. Die Rückraumspielerin erhielt in der Saison 2022/23 im Alter von 16 Jahren ihre ersten Spielanteile in der Zweitligamannschaft der SG Schozach-Bottwartal, mit der sie am Saisonende abstieg. In der Saison 2023/24 war die Linkshänderin zusätzlich per Doppelspielrecht für die in der A-Juniorinnen Bundesliga spielenden Mannschaft des SV Salamander Kornwestheim spielberechtigt. Mit Kornwestheim gewann sie bei der deutschen A-Jugendmeisterschaft die Bronzemedaille und erhielt zusätzlich die Auszeichnung „Beste Spielerin des Final Four 2024“. Im Sommer 2024 wechselte sie zum Bundesligisten Frisch Auf Göppingen, ist jedoch weiterhin per Förderlizenz für die SG Schozach-Bottwartal spielberechtigt. Im Auftaktspiel der Bundesligasaison 2024/25 erzielte sie ihren ersten Treffer gegen HB Ludwigsburg.

### In Auswahlmannschaften
Däuble lief für die Landesauswahl des Handballverbandes Württemberg auf. Mit dieser Auswahlmannschaft nahm sie an der DHB-Sichtung 2020 teil und wurde in das All-Star-Team der Veranstaltung berufen. Sie nahm im Jahr 2022 mit der deutschen Jugendnationalmannschaft am Europäisches Olympisches Sommer-Jugendfestival teil. Däuble gehört mittlerweile dem Kader der Juniorinnennationalmannschaft an, mit der sie bislang den elften Platz bei der U-19-Europameisterschaft 2023 sowie den neunten Platz bei der U-20-Weltmeisterschaft 2024 belegte. Bei der U-19-Europameisterschaft 2025 gewann sie mit der deutschen Auswahl den Titel und wurde in das All-Star-Team gewählt.